# Urobatis jamaicensis
Urobatis jamaicensis  (лат.) — вид рода Urobatis семейства Urotrygonidae отряда хвостоколообразных. Обитает в тропических водах Атлантического океана от Северной Каролины до Тринидада. Встречается на мелководье на глубине до 25 м. Грудные плавники этих скатов образуют округлый диск, длина которого слегка превышает ширину. Окраска дорсальной поверхности диска сильно варьируется. Диск покрыт причудливым узором из переплетающихся линий и пятнышек. Оттенок основного фона может быстро меняться, обеспечивая хорошую маскировку. Хвост оканчивается листовидным хвостовым плавником. В средней части хвостового стебля расположен шип. Максимальная зарегистрированная длина 36 см.
Днём эти скаты чаще всего неподвижно лежат на дне. Они размножаются яйцеживорождением. В помёте от 2 до 7 новорожденных. Беременность длится 5—6 месяцев. Рацион состоит в основном из мелких беспозвоночных и костистых рыб. Охотясь они совершают диском волнообразные движения и накрывают добычу, либо приподнимают передний край диска, образуя привлекательную «пещеру», куда жертва забирается  в поисках укрытия. Не являются объектом целевого лова. Будучи потревоженными, эти скаты могут нанести человеку болезненную рану. В качестве прилова попадается при коммерческом промысле. Кроме того, их отлавливают для содержания в аквариумах. Этот вид страдает от ухудшения условий среды обитания, но, несмотря на это, сохранность популяции не вызывает опасений.

## Таксономия
Впервые вид был научно описан в 1816 году французским натуралистом Жоржем-Леопольдом Кювье как Raia jamaicensis. Описание было основано на особи, пойманной в водах Ямайки и назначенной голотипом. Позднее вид был отнесен к роду уролофов (в некоторых источниках он до сих пор упоминается как Urolophus jamaicensis), а затем к роду Urobatis. Вид назван по месту обитания.
Филогенетический анализ на основании морфологии, проведённый в 1996 году, показал, что Urobatis jamaicensis является самым базальным членом клады, образованной видами, относящимися к роду Urobatis и обитающими в Тихом океане, и уротригонами Центральной и Южной Америки.

## Ареал
Urobatis jamaicensis обитают в прибрежных водах Мексиканского залива (где они являются единственными представителями своего семейства) и Карибского моря, включая Флориду, Багамы, Большие и Малые Антильские острова, а также Тринидад. Изредка они попадаются у мыса Лукаут, Северная Каролина. У берегов Флорида-Кис и Антильских островов они довольно многочисленны, в других частях ареала встречаются довольно редко. У побережья Мексики солёность воды, в которой обитают эти скаты, колеблется от 26 до 40 ‰. 

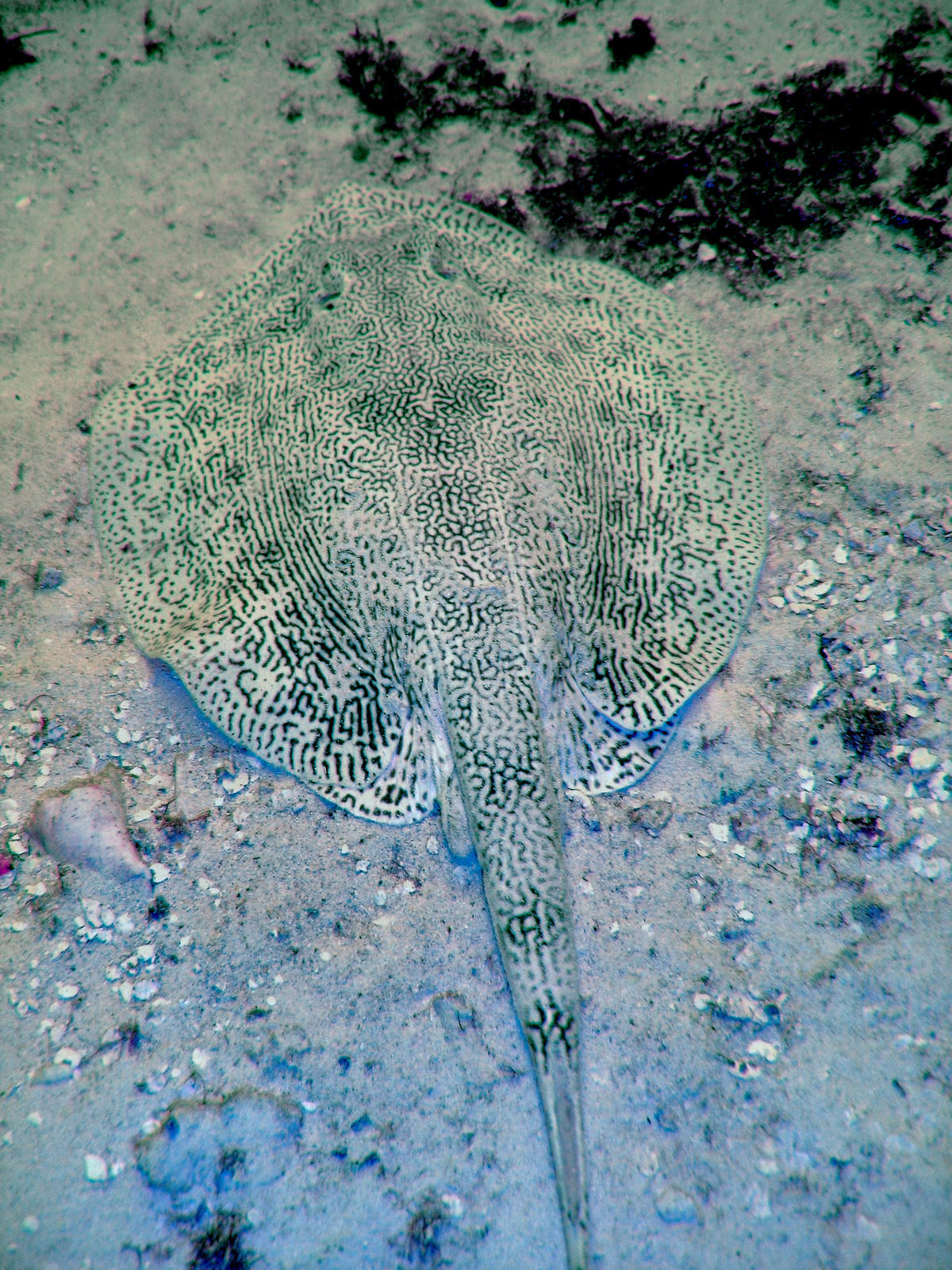
Эти скаты способны изменять окраску и мимикрировать.

Эти донные рыбы населяют прибрежные воды, они встречаются в бухтах, лагунах, эстуариях и в зоне прибоя на глубине до 25 м. Они особенно предпочитают островные места обитания с твёрдым дном, плотно заросшим ракушками (так называемое «живое дно»). Их также можно встретить на песчаном или илистом дне, в зарослях водорослей и вблизи у рифов на глубине до 25 м. У берегов Ямайки Urobatis jamaicensis скапливаются в большом количестве, вплоть до 1 особи на квадратный метр, под воздушным корнями мангров, в ветвях которых обитают египетские цапли. Теоретически в птичьем помёте содержатся беспозвоночные, привлекающие скатов. У представителей данного вида сезонные миграции не наблюдаются, хотя весной самки держатся ближе к берегу по сравнению с самцами.

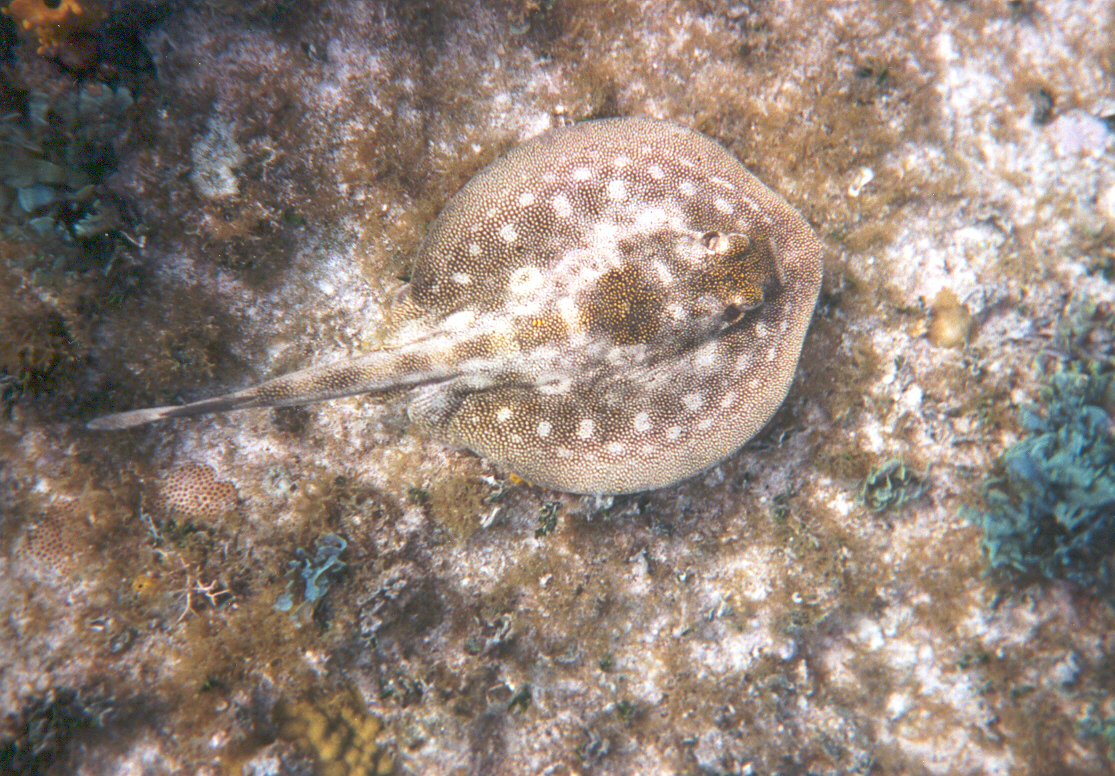
Urobatis jamaicensis предпочитают дно, плотно покрытое ракушками.

## Описание
Это небольшие скаты, ширина диска в поперечнике не превышает 36 см, а общая длина 70 см . Широкие грудные плавники Urobatis jamaicensis сливаются с головой и образуют почти круглый диск, длина которого слегка превышает ширину. Заострённое короткое рыло образует тупой угол. Непосредственно позади глаз расположены брызгальца.  между ноздрями пролегает узкий кожный лоскут с мелкобахромчатой нижней кромкой. Рот вытянут почти в прямую линию. На дне ротовой полости расположено 3—5 пальцевидных отростков, собранных в поперечный ряд. Во рту имеются по 30—34 верхних и нижних зубных рядов, выстроенных полосами. Зубы с широким основанием, у взрослых самок и неполовозрелых особей они низкие и притуплённые, а у самцов заострены и шире расставлены. Передний край закруглённых брюшных плавников образует почти прямую линию. На вентральной стороне диска расположено 5 пар жаберных щелей. Небольшие брюшные плавники закруглены.

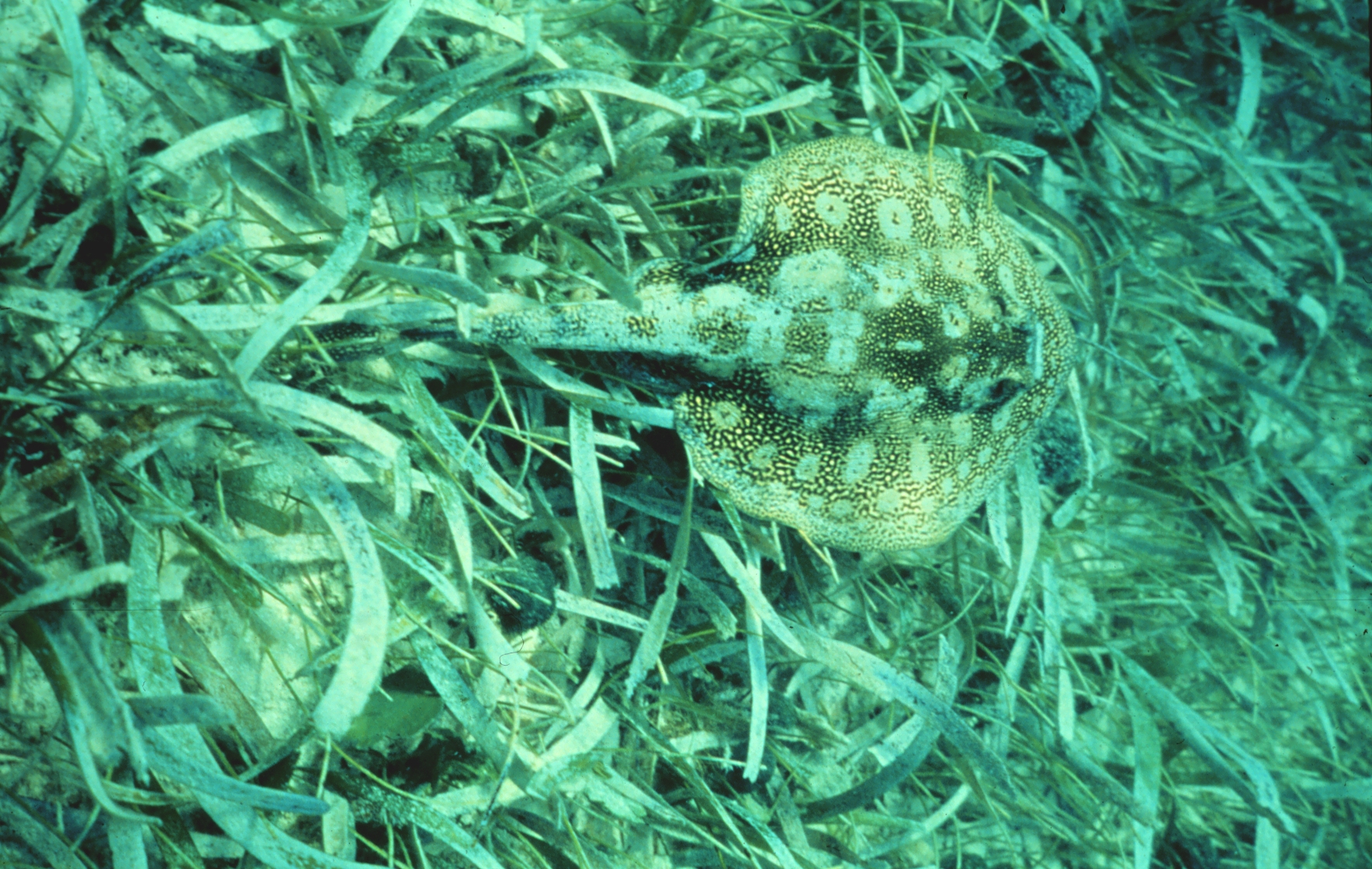
Новорожденные Urobatis jamaicensis появляются на свет в зарослях водорослей.

Плотный и приплюснутый хвост составляет приблизительно половину и оканчивается низким листовидным хвостовым плавником, высота которого равна примерно 1/4 длины. На дорсальной поверхности хвоста в центральной части расположен зазубренный шип. Новорожденные появляются на свет лишёнными чешуи. Вскоре после рождения центр спины начинает покрываться небольшими бугорками, которые у крупных взрослых скатов распространяются на область между глаз, «плечи» и основание хвоста. Кроме того, по верхней границе хвостового плавника у них развиваются отогнутые назад колючки. Окраска сильно варьируется, чаще всего встречаются два узора: светлый фон покрывает мелкая тёмно-зелёная или коричневая сетка или тёмно-зелёный или коричневый фон густо усеян белыми, жёлтыми или золотыми пятнышками. Вентральная поверхность зеленовато-, желтовато- или коричневато-белая, передний край диска и хвост покрыты маленькими тёмными пятнами. Скаты этого вида способны быстро изменять оттенок и контрастность окраски, сливаясь с окружающей обстановкой.

## Биология
Днём Urobatis jamaicensis чаще всего неподвижно лежат на дне под тонким слоем осадков или в зарослях водорослей. Наблюдения за помеченными скатами показали, что индивидуальный участок обитания
у них ограничен, его площадь не превышает 20 000 м². Они предпочитают держаться на пограничных территориях, например, на стыке песчаного дна и рифов. Перископические глаза этих скатов обеспечивают им панораму 360 °. Они покрыты тонкой оболочкой, позволяющей контролировать количество света, попадающего в зрачок. Отдыхающие на дне скаты хорошо приспособлены к тому, чтобы засечь приближение хищника. На них охотятся крупные хищные рыбы, например, тигровые акулы. Urobatis jamaicensis наиболее чувствительны к звукам в диапазоне 300—600 Герц, эта частота издаваемых звуков характерна для акул и скатов. По сравнению с другими скатами у этого представителей этого вида довольно крупный мозг, вес которого составляет 1—2 % от веса тела.

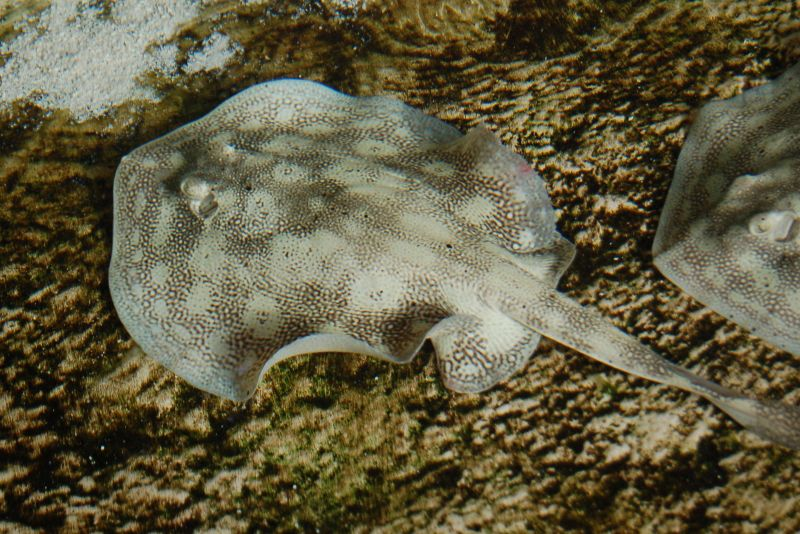

Urobatis jamaicensis охотятся в основном на креветок, червей, двустворчатых моллюсков и мелких костистых рыб. Обычно скаты накрывают жертву -диском и блокируют её на дне, а затем волнообразными движениями диска направляют в рот. Подобно схожими с ними Urobatis halleri эти скаты способны рыть ямы и выкапывать зарывшуюся в грунт добычу. Иногда они приподнимают передний край диска, образуя «пещеру», в которую забираются животные, ищущие укрытие. На скатах этого вида паразитируют ленточные черви Acanthobothrium cartagenensis, Phyllobothrium kingae, Discobothrium caribbensis, Rhinebothrium magniphallum и R. biorchidum и моногенеи  Dendromonocotyle octodiscus.

### Жизненный цикл и размножение
Подобно прочим хвостоколообразным Urobatis jamaicensis размножаются яйцеживорождением, эмбрионы питаются желтком, а позднее гистотрофом. У взрослых самок имеется два функциональных матки, левая матка используется чаще. За исключением некоторых особей у самок функционирует только левый яичник. Самки приносят потомство два раза в год. Беременность длится 5—6 месяцев. Первый цикл овуляции длится с января по апрель. Пик приходится на конец февраля и начало марта. Новорожденные появляются на свет с июня по сентябрь, массовые роды происходят в конце июля и начале августа. Второй цикл овуляции длится с августа по сентябрь. Новорожденные появляются на свет с ноября по январь. Циклы перекрывают друг друга благодаря тому, что вителлогенез (формирование желтка), начинается, когда самки ещё беременны.
В ходе брачного ритуала и совокупления один или несколько самцов Urobatis jamaicensis плотно следуют за самкой, стараясь схватить её за край диска своими длинными и заострёнными зубами. Схватив самку, самец подплывает под неё так, чтобы оказаться брюхом к брюху и вставляет один из птеригоподиев в её клоаку. Соперничающие самцы кусаются и толкаются, стараясь помешать паре. За спаривающейся парой этого вида наблюдали у Белизского Барьерного рифа на глубине 2,5 м. Преследование продолжалось 30—60 секунд, а совокупление длилось 4 минуты.
Главным источником питательных веществ эмбриону служит гистотроф, который обеспечивает увеличение массы тела в 46 раз от овуляции до поздней стадии развития. Когда зародыш достигает 4,7 см в поперечнике, желточный мешок пустеет, внешние жабры у него исчезают. В помёте от 1 до 7 новорожденных. Первый в году помёт (весенне-летний) более многочисленный по сравнению со вторым (осенне-зимним), а количество новорожденных в нём напрямую зависит от размеров самки, чего не наблюдается во время вторых родов. С другой стороны новорожденные из первого помёта в целом мельче, их длина составляет около 14,7 см против 15 см. Вероятно меньшее количество и больший размер новорожденных связаны с пониженной температурой, при которой протекает осенне-зимний цикл, обуславливающей их замедленный рост. Роды происходят в зарослях водорослей. Новорожденные появляются на свет хвостом вперёд, их окраска похожа на окраску взрослых скатов, а диск сравнительно шире. Кроме того их брызгальца покрыты шишечками, которые исчезают вскоре после рождения. Самцы и самки достигают половой зрелости при ширине диска 15—16 и 20 см соответственно. Максимальная продолжительность жизни оценивается в 15—25 лет.

## Взаимодействие с человеком
В целом Urobatis jamaicensis обращают мало внимания на аквалангистов, поэтому к ним можно подплыть на довольно близкое расстояние. Если на их наступить или спровоцировать иным способом, они будут защищаться и могут нанести человеку болезненный укол шипом, покрытым сильным ядом, который, однако, не представляет угрозы для жизни. Благодаря маленькому размеру и довольно спокойному нраву Urobatis jamaicensis хорошо уживаются и размножаются в неволе. Однако им необходим аквариум большого объёма (не менее 684 л) и мелкозернистый светлый грунт.
Эти скаты не являются объектом целевого лова. В качестве прилова они изредка попадаются при коммерческом промысле. Иногда их отлавливают на продажу для содержания в аквариумах. Учитывая многочисленность и высокий уровень воспроизводства Международный союз охраны природы присвоил этому виду статус сохранности «Вызывающий наименьшие опасения».